# Dwór w Cielętnikach
Dwór w Cielętnikach – zabytkowy dwór w Cielętnikach, w powiecie częstochowskim. Wpisany do rejestru zabytków byłego woj. katowickiego pod nr A/218/67 z datą z 27 grudnia 1967 roku oraz pod nr A/189/78. Do rejestru zabytków wpisano również lamus (kaplicę dworską?) z XVIII wieku oraz 15 marca 2007 roku XIX-wieczny park.

## Historia
Dwór w Cielętnikach został zbudowany w 1725 roku w stylu klasycystycznym przez właścicieli Cielętnik Bystrzanowskich herbu Starykoń. Otaczał go rozległy park krajobrazowy. W połowie XVIII wieku właścicielami dworu byli Torgułowie. W połowie XIX wieku we dworze osiedli Kołaczkowscy, jednak za udział w powstaniu styczniowym musieli go opuścić. Następnymi gospodarzami w Cielętnikach byli Lemańscy i Kobierzyccy. Po I wojnie światowej cielętnickie włości wystawiono na sprzedaż. Kupnem zainteresowany był ponoć sam Ignacy Jan Paderewski. Ostatecznie majątek nabył w 1928 roku Stefan Steinhagen, syn Artura Steinhagena, właściciela zakładów papierniczych w Myszkowie. Zakupiony majątek Cielętniki obejmował 1500 ha, w tym 1000 ha lasów i 500 ha ziemi uprawnej. Funkcjonowały tu stawy rybne, tartak, młyn i gorzelnia. Stefan Steinhagen był jednym z najwybitniejszych przemysłowców polskich, twórcą koncernu papierniczego Senger-Steinhagen, posiadającego fabryki w Myszkowie, Włocławku i Pabianicach (80% produkcji papieru gazetowego w Polsce). Zginął w 1939 roku w Warszawie, podczas bombardowania. Pełnił tam funkcję pełnomocnika prezydenta Starzyńskiego ds. aprowizacji. Jego spadkobiercy dzielnie wspierali partyzantów w czasie wojny. W 1944 roku dministratorem majątku Cielętniki był inżynier Władysław Gieysztor. Spadkobiercy Stefana Steinhagena utracili swoje dobra w wyniku reformy rolnej. Majątek przekazano Państwowemu Gospodarstwu Rolnemu, we dworze funkcjonowały biura. Później działała w nim poczta (na pocz. lat 90. XX wieku), biblioteka, straż pożarna oraz utworzono mieszkania komunalne.
Spadkobiercy rodziny Steinhagenów starali się o zwrot majątku, lecz gmina Dąbrowa Zielona zaproponowała im sprzedaż na zasadach pierwokupu za cenę 150 tys. zł, następnie wystawiając dwór na sprzedaż.

## Architektura
Dwór jest murowany z cegły, parterowy, dwukondygnacyjny, zbudowany na planie prostokąta. Posiada dwuspadowy dach. W środkowej części głównego korpusu budynku, na elewacji frontowej jest niewielkie pięterko z ryzalitem i balkonem wspartym na czterech filarach (portyk poprzedzający wejście). Ściany boczne zwieńczono zaokrąglonymi szczytami. Od strony wschodniej i zachodniej widoczne są dobudówki. W elewacji tylnej wyróżnia się ryzalit z kolumnami i szczytem trójkątnym.
W wyniku przebudów dwór zatracił cechy stylowe. Gruntowne remonty i przebudowy miały miejsce w XIX i XX wieku, a ostatni w 1939 roku. W latach 60. XX wieku nastąpiły wtórne podziały wnętrz dworu w celu wydzielenia mieszkań. Prowadzony obecnie przez prywatnych właścicieli remont ma w znacznej części przywrócić charakter obiektu.
Z całego założenia dworskiego zachował się także barokowa kaplica ariańska w Cielętnikach, zbór braci polskich, zbudowany przez braci Majów herbu Starykoń – protektorów braci polskich na tym terenie, później będący lamusem. Zachowały się fragmenty parku z podjazdem i pomnikowymi drzewami, sad, staw, pojedyncze budynki folwarczne oraz XIX-wieczna gorzelnia.

## Galeria

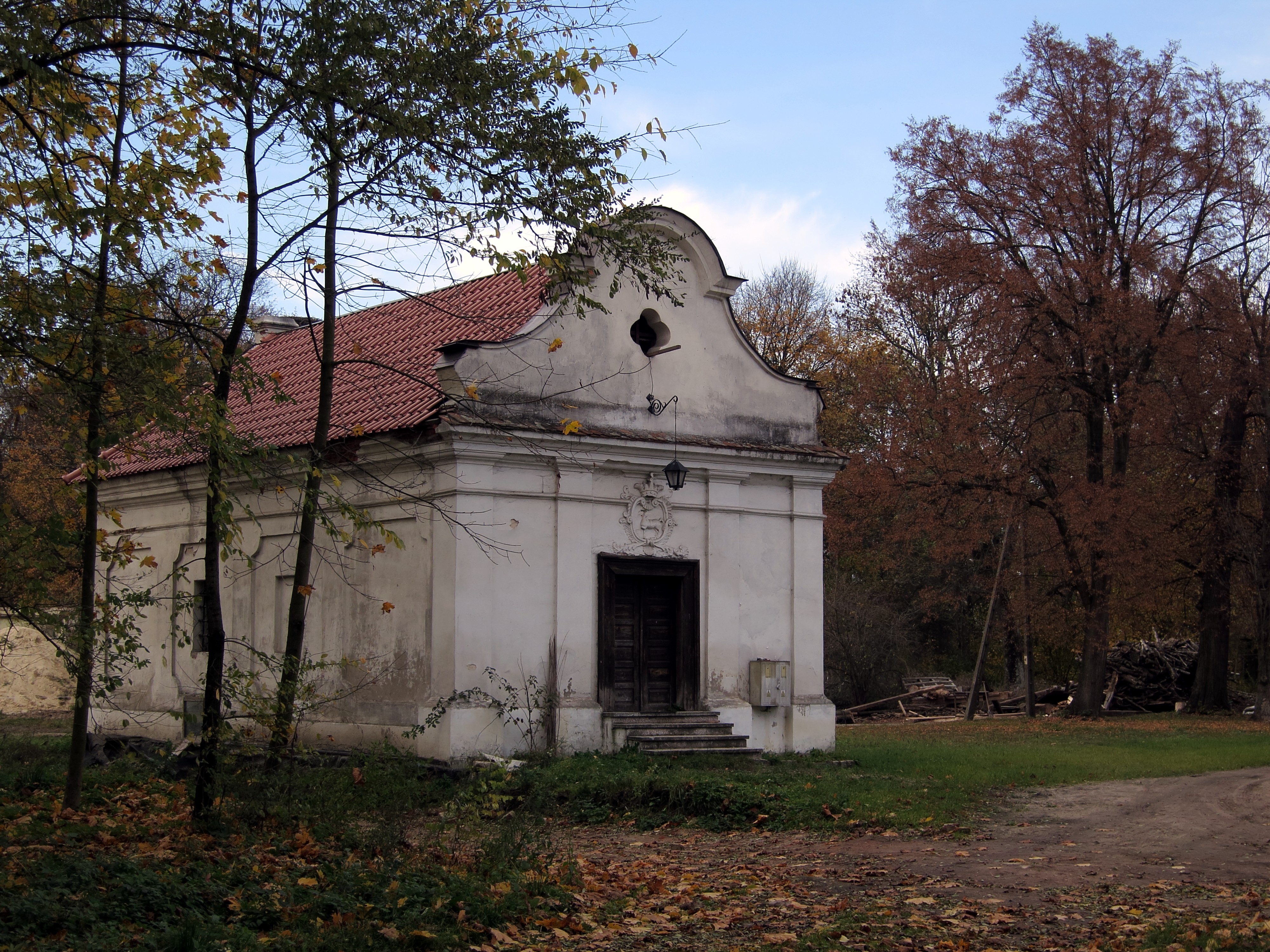
Lamus dworski
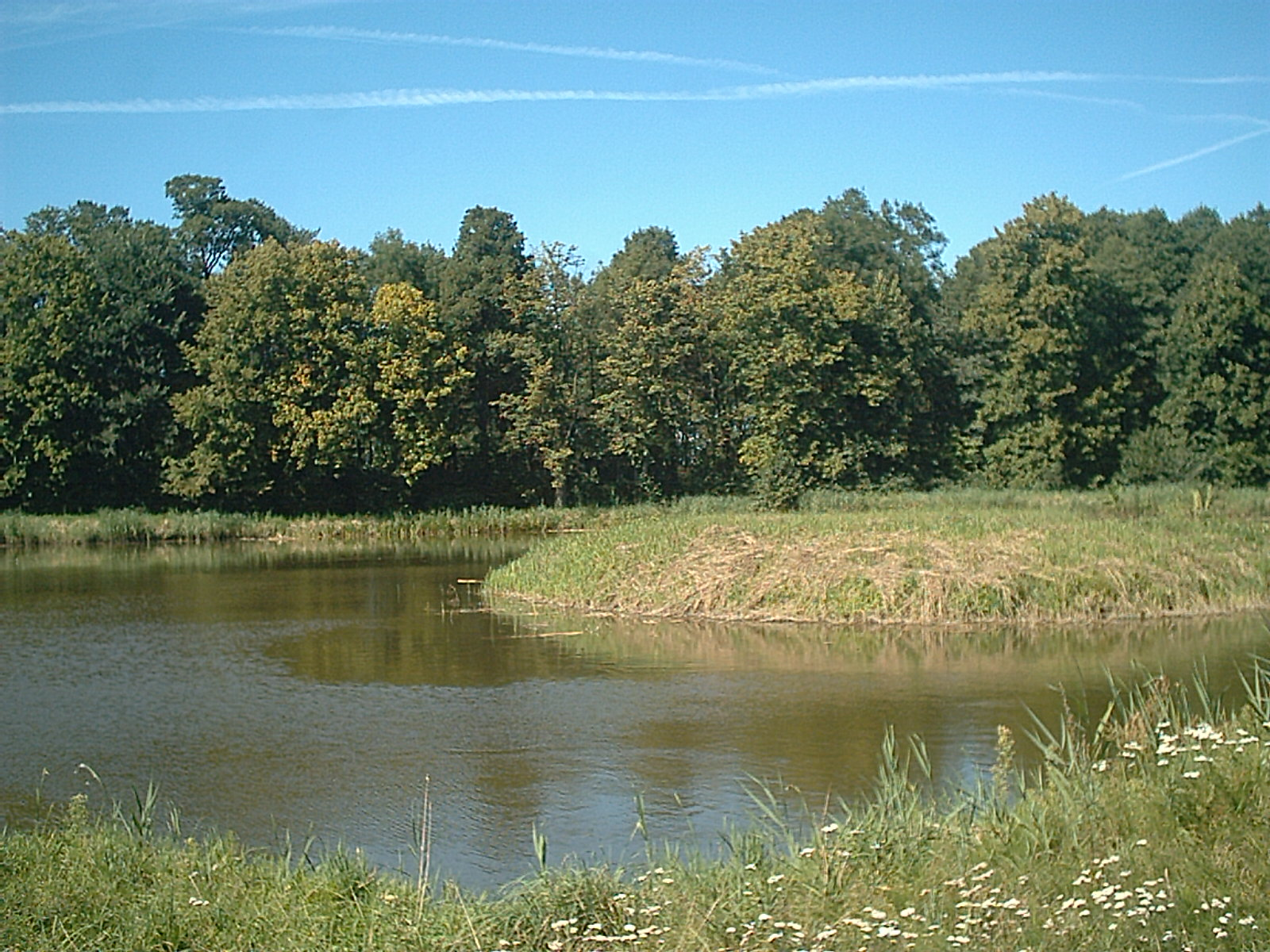
Staw w parku